# 엄주명
엄주명(嚴柱明, 1896년 11월 19일 ~ 1976년 2월 6일)은 일제강점기의 군인, 교육인이자 미군정, 대한민국의 교육인, 군인이다. 6.25 전쟁 당시 대한민국 육군 장군으로 참전, 지휘하였다. 순헌황귀비의 조카이며, 영친왕의 외사촌이자 친구였다. 또한, 일제강점기 초기에 조선인 참정권, 자치권을 주장했던 민원식의 처남이다.
아명(兒名)은 규성(圭成), 귀성(貴星)으로 뒤에 주명으로 개명하였으며, 아호(雅號)는 소석(小石), 자(字)는 규성(圭成)이다. 일본식 이름은 도쿠야마 요시토요(德山義豊)이다. 본관은 영월이다. 1938년부터 1940년까지는 진명여자고등보통학교의 재단 이사장 겸 교장으로 있었다.

## 생애

### 초기 활동
1896년(고종 34년) 11월 19일(음력 10월 15일) 경성부 서소문에서 출생하였다. 진명여학교 초대 이사장이며 조선총독부 중추원 참의를 지낸 대한제국의 고위 무관 엄준원의 아들로, 순헌황귀비 엄씨에게는 조카가 된다. 영친왕 이은은 그의 고종사촌 동생이 된다. 또 그의 누이 엄채덕은 일제강점기의 관료, 언론인이자 조선 자치론자인 민원식(閔元植)과 결혼하였다. 그의 처음 이름은 규성(圭成)이었는데 귀성(貴星)으로도 불렸으며 1910년 일본 유학 무렵에도 귀성 또는 규성이라는 이름을 사용했다. 뒤에 주명으로 이름을 개명하였다.
종조부 엄진삼은 아들 엄봉원, 엄학원이 있었으나 모두 젊은 나이에 일찍 죽었다. 엄진삼의 형 엄진일의 차남인 그의 생부 엄준원이 삼촌 엄진삼의 양자로 입양됐다. 그는 다시 원래의 5촌 당숙이자 양가의 백부인 엄봉원의 양자로 입적됐다. 이로서 5촌 고모인 순헌황귀비가 그의 친고모가 되었다.
사촌이자 나이도 비슷한 의민태자 이은과 어릴 때부터 덕수궁에서 함께 뛰놀며 자란 절친한 사이였다. 1907년에 이은이 강제로 일본에 유학했을 때 순헌황귀비의 뜻에 따라 비공식 동행했다. 이때 의민태자가 일본에 볼모로 가기 전 그를 보고 "나는 규성이 하고 꼭 같이 갈 테야"하고 간절히 소원하니, 순헌황귀비의 청으로 같이 일본에 가게 됐다 한다. 그가 덕수궁 대한문 앞에서 놀고 있다가 영친왕의 눈에 띄게 되자, 그는 곧바로 창덕궁에 들렸다가 집에 들리지 못하신 채 일본 도쿄로 함께 떠났다 한다. 그는 영친왕, 이토 히로부미 및 영친왕 수행원과 함께 선박으로 도쿄로 가게 된다. 
1908년(융희 2)부터 1910년(융희 4)까지 도쿄시내 도리이사카의 영친왕의 관저에서 함께 생활하며, 소학교와 중학 제1학년 과정을 수학하였다. 1911년 1월 가쿠슈인 중등학과 1학년에 입학했으나 동년 9월 가쿠슈인학원 중등학과를 중퇴하고 육군중앙유년학교로 편입한다. 그와 영친왕 외에도 조중응의 아들 조대호도 당시 일본 유학 중으로, 그의 동문이 되었다.
후일 그의 증언에 의하면 일본에서 영친왕이 엄귀비의 별세 소식을 듣고, 의연하게 대응하였으나 목욕탕에서 단 둘이 있을 때 통곡했다 한다. 엄귀비의 부음 소식을 듣고 영친왕은 "목욕탕으로 조용히 부르시고는 "너도 어머니가 몹시 보고 싶지 않으냐?"하면서 통곡하더라"는 것이다.

### 군인 생활과 재단 이사 생활
육군중앙유년학교를 거쳐 일본육군사관학교를 제30기로 졸업하고 일본군 장교로 임관했다. 일본 제국 육군 보병 중위를 지냈으며, 1923년 진명 재단의 간사직에 취임하면서 진명학교 재단 평의원, 재단 이사에도 피선되었다. 1938년에 아버지 엄준원이 중추원 참의 재직 중 사망하자 그해 3월 1일 아버지의 뒤를 이어 진명여자고등보통학교 교장이 되었다. 그밖에 숙명재단의 재단 이사로도 임명되어 1965년까지 재직했다.
일제 강점기 말기에 중일 전쟁이 발발하자 중국 전선에 출정했다. 계급은 육군 중위였다. 당시 일본군 육군 중위로 소집되어 중일 전쟁에 출정하여 중국 북부 천안부대에 복무하였다. 그러나 일본 군부에서는 그가 출정 중에 부친상을 당하고 재단 이사장에 추대된 점을 고려하여, 1938년 3월중에 귀국하게 하고 4월의 신학년도에 맞추도록 예편시키고, 군부촉탁을 해제하였다. 당시 교장과 교감 외에 부교장 제도를 두어, 교감이던 이세정이 그의 귀국을 주선하였다.
1940년 7월 2일 경성의학전문학교 부속병원에서 협심증 판정을 받고 정양을 요한다고 하여 7월 30일 진명여자고등보통학교 교장직을 사직하고 향리로 내려가 요양하였다. 태평양 전쟁 후반에는 전쟁 지원 단체인 국민정신총동원조선연맹 참사와 조선임전보국단 발기인도 맡은 바 있다. 한편 태평양 전쟁에 출정했던 장남 엄영섭이 학도병으로 사망하여 전문이 도착했으나 그는 공무 중에 사사로운 일로 나올 수 없다며 오지 않았다 한다.
1940년 이후 창씨개명령이 단행되자, 그해 8월 29일 도쿠야마 요시토요(德山義豊)로 창씨개명하였다. 이는 진명학원 재단이사 변경 신고에 수록된 부분이다. 또한 1939년 11월 29일 경성부 욱정 1정목 100-35번지로 주소 이전한 것도 같이 신고되었다.

### 광복 직후
1945년 광복 직후, 그는 진명여자중, 고등학교의 재단 이사장으로 활동했다. 1947년 2월의 신문 기사에는 그의 부인의 부음 소식(내간상)이 보도되었고, 그는 진명여중,진명여고 교주(敎主)로 나타난다.

### 군인 복무
1948년 대한민국 육군에 입대, 1950년 한국 전쟁 중에는 육군 대령으로 승진하여 경기도 계엄민사부장, 경기지구 병사구사령관과 위수사령관, 1952년 10월 경남지구 위수사령관으로 부임하였다. 그는 "주머니 속의 먼지밖에 남기지 않고 다 남에게 주시는 성품이실 뿐만 아니라, 부하들의 실수 등을 완곡하게 타이르셨다." 한다. 한편 그는 부하들이 쓸 공문서의 오자(誤字)를 발견했을 때라도 즉석에서 나무라는 일 없이 "사전 좀 가져다 봅시다" 하며 고쳐주었고, 어려운 부하들에겐 봉급도 모두 주기도 했다. 또, 사병들이 머리를 짧게 깎도록 명해도 말을 잘 듣지 않을 때는 솔선하여 머리를 깎고 오셔서는 "내 머리가 짧으니 좋지? 어때?" 하시면서 재삼 삭발을 권고했다 한다.
1953년 5월 29일 서울지구 병사구사령관, 1953년 8월 20일 충북지구 병사구 사령관 등으로 활동하였다. 1955년 11월 14일 다시 서울지구 병사구사령관을 거쳐 1956년 6월 22일 임시 준장으로 특진과 동시에 다른 9명의 장성들과 함께 육군본부 광장에서 예편하였다.
1956년 7월 충청남도 당진군 고대면 당진포리 일대에 염전을 매입, 진명염전(進明鹽田)을 설립하고 대표이사 사장이 되었다. 진명염전의 업종은 천일염 생산, 제조업이었다.

### 생애 후반
예편 이후 1956년 8월 18일 재향군인회 부회장, 1957년 대한상무회(大韓尙武會) 부회장 등에 위촉되었다. 1959년 4월 24일 대한상업은행 주주총회에서 취체역 상무에 선임되었다. 1960년 8월 일본을 방문하여 영친왕을 면담하고 돌아왔으며 이듬해 8월에도 다시 일본을 방문하여 이은을 문병하고 돌아왔다. 5·16 군사정변 후 국가재건최고회의 의장 박정희가 이은의 귀국을 추진했을 때 김을한과 함께 귀국특사로 임명되었다. 이때 일본에 파견되어 이은의 병세를 살펴보고 돌아왔다.
1962년 4월 28일 연합증권금융주식회사 주주총회에서 전무에 선출되었다. 1965년 12월에는 숙명재단의 재단 분규로 숙명재단 이사직을 사퇴했다. 1966년에는 숙명재단 재단 분규에 휘말리기도 하였다. 이후 대학교 설립을 계획하였으나 이루지 못했다. 1970년 5월 와병으로 영친왕의 빈소에는 불참하였으나 영친왕 사망 후 영친왕 장례위원회 부위원장에 피선되었다.
서울특별시 성북구 정릉동 10번지의 자택에 있다가 만년에 정릉1동 5-50번지로 이사하였다. 이후 서울특별시 성북구 정릉동 자택에서 병석에 누워 생활하던 중 1976년 2월 9일 협심증, 노환 등의 지병으로 사망하였다. 2월 10일 진명 3.1강당에서 발인 후 양주군 미금면 금곡리(현, 남양주시 금곡동) 선영에 안장되었다.

### 사후
아들들이 그보다 먼저 사망했으므로 6촌 종형제이자 본생가 4촌인 엄상림의 차남 엄태섭을 봉사손으로 입양하였다.
2008년 민족문제연구소가 발표한 친일인명사전 수록예정자 명단 중 군 부문과 친일단체 부문에 선정되었다. 이 명단에는 아버지 엄준원도 포함되어 있다. 2009년 친일반민족행위진상규명위원회가 발표한 친일반민족행위 705인 명단에도 포함되었다.

## 상훈 경력
- 금성충무공훈장
- 대통령 표창장
- 진명재단 특별 연공상

## 가계
그의 아들들도 일찍 사망하여 본래의 4촌형제, 입양간 엄진삼 기준으로는 6촌형제가 되는 엄상림의 차남 엄태섭을 사손으로 입양했다.
- 증조부 : 엄재우(嚴載祐)
  - 종조부 : 엄진오(嚴鎭五)
- 친 할아버지 : 엄진일(嚴鎭一)
- 친 할머니 : 양천 허씨
  - 숙부 : 엄충원(嚴忠源)
- 양 할아버지 : 엄진삼(嚴鎭三, 1812년 10월 9일 ~ 1879년 7월 28일)
- 양 할머니 : 밀양박씨(1824년 ~ 1895년)
  - 양 숙부이자 5촌 당숙 : 엄학원(嚴鶴源)
  - 양 고모이자 5촌 당고모 : 순헌황귀비
- 아버지 : 엄준원(嚴俊源, 1855년 음력 3월 26일 ~ 1938년 양력 2월 13일)
- 어머니 : 인동 장씨
  - 누나 : 영월 엄씨
  - 매부 : 박기홍
  - 누나 : 엄채덕(嚴彩德, 1889년(?) ~ ?)
  - 매부 : 민원식(閔元植, 1886년 7월 12일 ~ 1921년 2월 16일)
- 양 아버지 : 엄봉원(嚴鳳源)
- 양 어머니 : 이름 미상
- 부인 : 인동 장씨
  - 아들 : 엄영섭(嚴英燮), 태평양 전쟁 중 전사하였다.
  - 아들 : 엄종섭(嚴宗燮)
  - 아들 : 엄항섭(嚴恒燮)
  - 딸 : 엄정섭(嚴貞燮, 1920년 ~ 1995년 2월 21일, 교육자, 진명학원 이사장)
  - 사위 : 변창환
    - 외손자 : 변기호

  - 딸 :
  - 사위 : 박찬규
    - 외손자 : 박성우
- 8촌 종형 : 엄주익(嚴柱益, 1872년 6월 26일 ~ 1931년 4월 16일)

## 기타
신용과 정직을 생활 신념으로 삼았으며, 그는 평소 학생과 청년들에게 말하기를 "사소한 약속을 하찮게 여기는 자와는 상종하지 말라", "작은 것을 하찮게 여기는 자를 경계하라"고 하였다. 또 "시간 약속을 안 지키는 사람과는 결코 상대하지 말라" 하였고, "언제나 남의 입장과 내 입장을 바꿔 놓고 생각하라"고 하였다.

## 같이 보기
| - 일본육군사관학교 - 진명여자고등학교 - 진명여자중학교 - 엄준원 - 순헌황귀비 - 영친왕 - 이방자 | - 태평양 전쟁 - 한국 전쟁 - 진명여자고등학교 - 민원식 - 엄주익 - 엄진일 |